# Liste von Bochumer Bahnhöfen
Die Liste von Bochumer Bahnhöfen umfasst die Personenbahnhöfe der Stadt Bochum.

## Betriebene Bahnhöfe
Bahnhöfe, die 2015 in Betrieb sind.
| Bf-Nr. | IBNR    | Betriebsstelle | Name                    | Kategorie |
| ------ | ------- | -------------- | ----------------------- | --------- |
| 724    | 8000041 | EBO            | Bochum Hbf              | 2         |
| 727    | 8001038 | EBDA           | Bochum-Dahlhausen       | 5         |
| 728    | 8001039 | EBOE           | Bochum-Ehrenfeld        | 5         |
|        | 8006710 | EBOH           | Bochum-Hamme            | 6         |
| 730    | 8000358 | EBLA           | Bochum-Langendreer      | 4         |
| 731    | 8004474 | EBW            | Bochum-Langendreer West | 4         |
|        | 8001035 | EBGZ           | Bochum-Riemke           | 6         |
| 6568   | 8006226 | EWAT           | Wattenscheid            | 4         |
| 6569   | 8006227 | EWHP           | Wattenscheid-Höntrop    | 5         |
|        | 8006711 | EBOW           | Bochum West             | 6         |

## Ehemalige Bahnhöfe
- Bahnhof Bochum Nord (Bahnstrecke Osterath–Dortmund Süd)
- Bahnhof Bochum Präsident (Bahnstrecke Osterath–Dortmund Süd)
- Bahnhof Bochum-Weitmar (Bahnstrecke Essen-Überruhr–Bochum-Langendreer)
- Katholikentagsbahnhof